# Goniastrea australensis
Goniastrea australensis là một loài san hô trong họ Faviidae. Loài này được Milne Edwards and Haime mô tả khoa học năm 1857.